# جبل علبة
محمية علبة الطبيعية أو جبل علبة هي من أهم وأكبر المحميات الطبيعية المصرية، تقع في الركن الجنوبي الشرقي في مثلث حلايب وتبلغ مساحتها 35600 كم مربع، تقع بين خطي عرض 22 و23.30 وخطي طول 34.5 و37. وأعلنت محمية طبيعية سنة 1986.
و تحوي المحمية العديد من الموارد الطبيعية والبشرية والثقافية ما بين حياة برية ونباتات طبية واقتصادية وقبائل محلية وثقافات وآثار فرعونية ورسومات قديمة بالإضافة إلى الثروات الجيولوجية والمعدنية والموارد المائية من آبار وعيون للمياه العذبة كما يثريها البحر الأحمر بثروات بحرية كبيرة من شعاب مرجانية وحشائش بحرية وكائنات بحرية نادرة بالإضافة إلى إلى العديد من جزر البحر الأحمر في نطاق حدود المحمية والتي تحوي السلاحف البحرية وأنواع عديدة من الطيور النادرة المقيمة والمهاجرة وأنواع من أشجار المانجروف ذات القيمة البيئية والاقتصادية الكبيرة.

## الموقع الجغرافي

الموقع الجغرافي لمحمية علبة في الركن الجنوبي الشرقي للصحراء الشرقية في مثلث حلايب أوجد مناخاً جافاً إلى شبه جاف بمناطق المحمية والموقع الجغرافي بالنسبة لأفريقيا في أقصى المنطقة المدارية كآخر المناطق المدارية بأفريقيا ومحمية علبة بموقعها تعتبر منطقة التقاء وامتزاج للعديد من البيئات الجغرافية الحيوية في شمال أفريقيا حيث تمثل ارتباطا بين بيئة المنطقة المدارية في الجنوب بالمناخ المعتدل شمالا – ويعمل البحر الأحمر على ربط مناخ المنطقة المدارية للمحيط الهندي جنوبا والمنطقة المعتدلة للبحر المتوسط شمال وتمثل محمية علبة امتدادا طبيعيا لمنطقة المرتفعات الأثيوبية من الجنوب إلى الشمال.
التركيب الجيولوجي والطبوغرافي لمنطقة المحمية يؤثر بشكل كبير على تعدد البيئات بها وعلى توزيع النباتات بالمحمية وخصوصا توزيع أنواع الأكاشيا حيث نجد أن الشكل الطبوغرافي للمنطقة قد قسّمها إلى عدد 4 مناطق بيئية تتميز كلا منها بشكل وبيئة معينة وتلك البيئات هي:
- بيئة السباخات الساحلية
- بيئة السهل الساحلي
- بيئة السهل الصحراوي
- بيئة المنحدرات الجبلية

## قطاعات المحمية
تتكون المحمية من ثلاث قطاعات:-

### منطقة أبرق

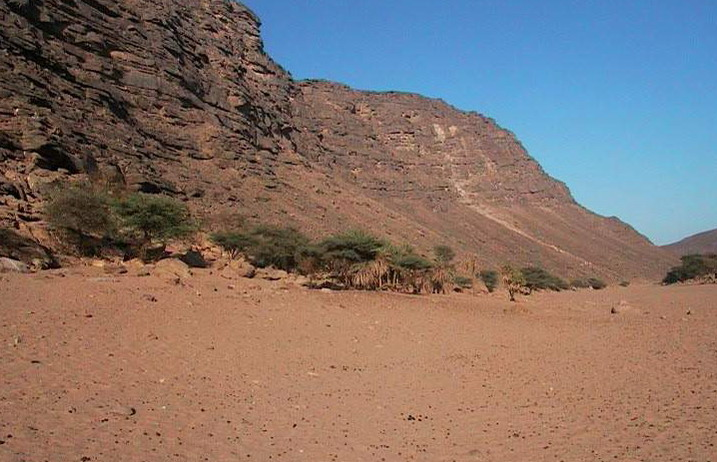
وادى أبوسعفة بمنطقة ابرق

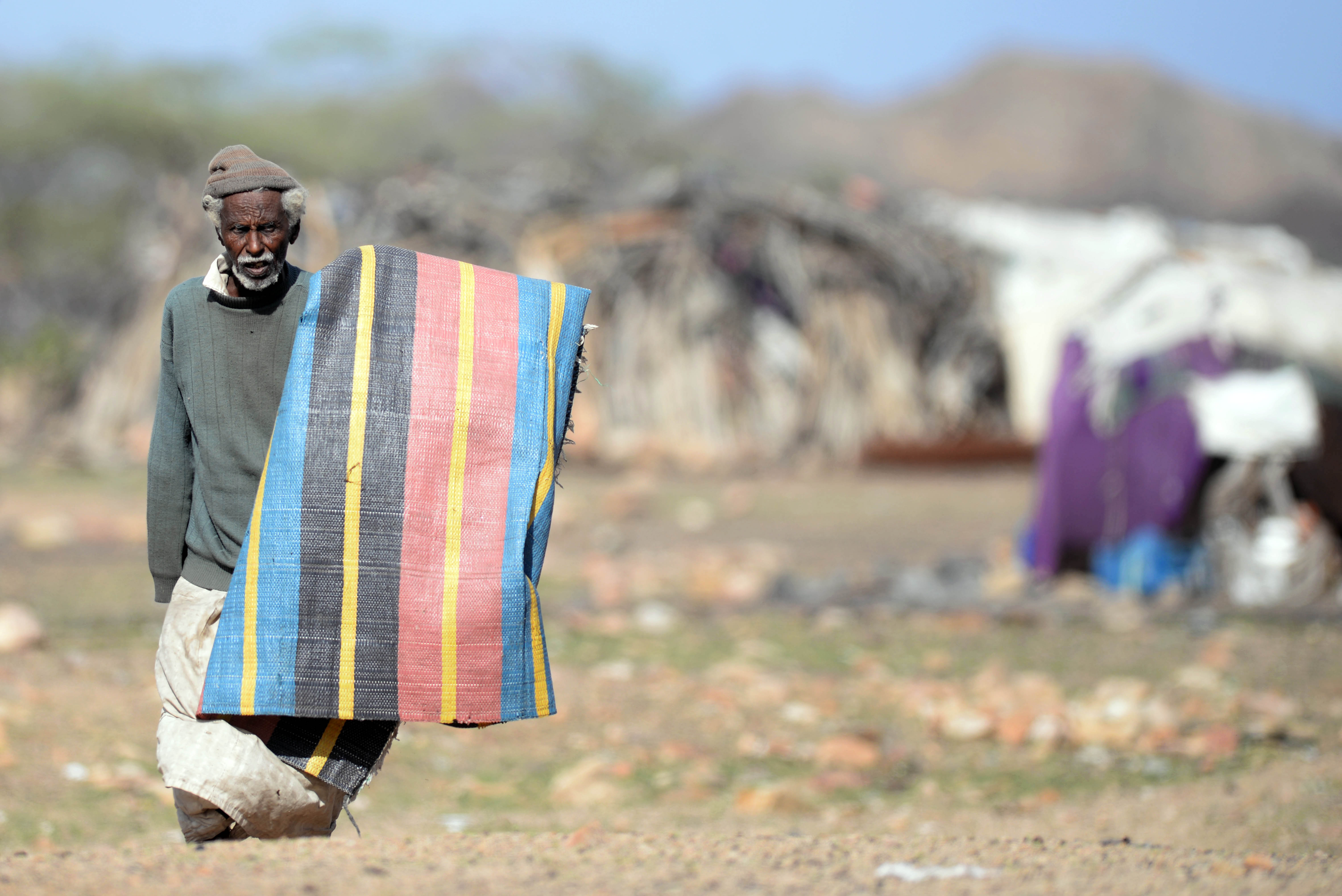
بواية الماء الأثرية بوادى أبوسعفة

وتمتد منطقة أبرق بين خطى طول 30 34 غربا حتى عمق 100 م داخل البحر الأحمر شرقا، وخطى طول 50 23 شمالا حتى 23 جنوبا.
تعتبر منطقة ابرق من أهم المناطق داخل المحمية لما تتميز به من أهمية تاريخية لما مرت به من عصور فرعونية ورومانية وإسلامية.فتلك المنطقة تشمل العديد الوديان ومنها وديان العرقة - عيقات - الجاهلية - الامريت - قمبيت وأبو سعفة. والتي تحوى العديد من النباتات والتي تكون نباتات طبية في أغلبها كما أنها تمثل موطنا لحيوانات برية كثيرة منها الغزال والوبر والتيتل التي تتواجد بكثرة في منطقة أو بسعفة.
ويوجد بتلك المنطقة:
- آثارا ما بين نقوش جدارية من عصور ما قبل التاريخ واثارا فرعونية في منطقة أبو سعفة – وقلاع رومانية قديمة أعلى جبل ابرق والعرقة – بجانب ضريح الشيخ حميد الذي يقام له مولد سنوى احتفالا لذكرى وفاته. كما يتركز بمنطقة ابرق الكثير من السكان المحليين من قبائل العبابدة ويتجمع أغلبهم في مناطق العرقة وابرق وخصوصا في قرية ابرق بجوار جبال ابرق حيث بعض العيون والآبار العذبة مما يعطى المنطقة تراثا سكانيا كمورد من موارد المحمية.

وادى أبو سعفة: من الوديان ذات القيمة التاريخية بالمحمية حيث يحوى آثارا فرعونية قديمة تتمثل في بوابة منحوتة في صخور جبال أبو سعفة وتسمى ببوابة الماء Aqua door والتي تعود تاريخها إلى العصور الفرعونية القديمة وتحوى بعض النقوش الفرعونية القديمة. مما يدل على تواجد قديم للإنسان الفرعونى القديم في تلك المناطق. ويحتوى وادى أبو سعفة على واحة نخيل كبيرة اسفل سفح جبل أبو سعفة والتي تواجدت في المنطقة منذ القدم خصوصا مع انبثاق بعض مجارى المياه من جبال أبو سعفة وتكوينها لعيون مياه طبيعية في الوادى والتي تعطى الوادى قيمة طبيعية بجانب قيمته وأهميته التاريخية ويظهر علاقة قوية بين الطبيعة وتاريخ المنطقة.

### منطقة الدئيب
تمتد بين خطى طول 35 غربا حتى 36 شرقا، وخطى عرض 23 شمالا حتى 22 جنوبا وهو مجرى واسع طويل يمتد بطول حوالي اكثرمن 100 كم جنوبا من السودان حيث يخترق الحدود المصرية –السودانية في المنطقة الغربية لسلاسل جبال علبة ويجرى باتجاه الشمال الشرقي حتى يصب إلى ساحل البحر الأحمر شرقا في منطقة مصب مروحية واسعة مكونة مروحة كبيرة تسمى منطقة الادلديب ويتميزالوادى بانه ذو تربة طينية رملية ملحية في أغلب مناطق الوادى ويتميز ذلك الوادى بكثافة كبيرة نوعا وكما من النباتات وخصوصا العشار والادليب والاكاشيا والشوش والسكران وشجر الغزال والكثير من الحوليات منها التاويلة.

### منطقة علبة

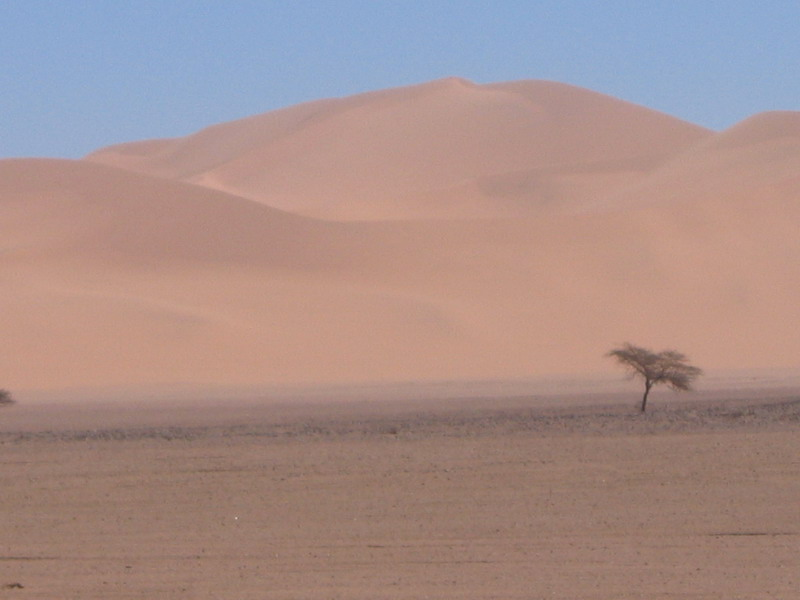
جبل علبة

تمتد بين خط طول 36 غربا حتى خط عمق 100 م داخل البحر، وخطى عرض 4522 شمالا حتى 22 جنوبا.
جبال علبة عبارة عن مجموعة من السلاسل الجبلية المواجهة للساحل الشرقي لبحر الأحمر وفي واجهة تيارات الهواء والسحب المحملة بالرطوبة والتي يتم اصطيادها فوق قمم تلك تصل إلى 350 نوعا نباتيا، مكونة لواحات خضراء فوق منحدرات وقمم جبل علبة على تلك الجبال وفي مجارى الوديان المخترقة له حيث تنمو تلك الأنواع ما بين نباتات حولية وأخرى دائمة ومن أهم النباتات التي تنوم فوق قمم جبال علبة اشجار الانبط التي يتميز بها جبل علبة.
الأنبط
Dracaena ombet
أشجار متوسطة الارتفاع توجد فوق قمم جبال علبة بوديان يهميب واكاو وعيديب حيث بيئة قمم جبال علبة التي تتميز بنسبة رطوبة عالية، شجرة الأنبط من العلامات المميزة لجبل علبة حيث يختص جبل علبة بتواجدها به دون أي منطقة أخرى. وهي شجرة خشبية ذات أوراق طويلة لحمية خضراء يصل طول الشجرة منها من 3-6 أمتار فوق القمم الصخرية لجبل علبة
بالإضافة إلى غابات المانجروف الساحلية وجزر البحر الأحمر:
للحياة البحرية بمحمية علبة طابع مميز فتلك الحياة تشمل العديد من البيئات والكائنات التي تتنوع وتكيف معيشتها تبعا لتلك البيئات فالمنطقة البحرية تشمل:
- بيئة جزر البحر الأحمر والتي تشمل جزر السيال والزبرجد وحلايب
- بيئة الشعاب المرجانية والتي تعيش بها الكثير من الأسماك والكائنات البحرية.
- بيئة المياه الضحلة بما تتميز به من نمو لاشجار المانجروف والتي تكون غابات ساحلية بطول شريط الساحل في مناطق متعددة من محمية علبة
- بيئة السباخات والمناطق الملحية والتي تنمو بها العديد من النباتات التي توجد في تلك التربة الساحلية الملحية كما تمثل موطن وأعشاش للسلاحف البحرية التي توجد بتلك المنطقة.

ويمكن تقسيم المنطقة إلى:
منطقة السباخات الساحلية
منطقة السهل الساحلى
منطقة المنحدرات الجبلية
جيومورفولوجية منطقة محمية علبة

اشجار وغابات المانجروف بالمحمية

تعتبر منطقة محمية علبة من المناطق الوعرة فيما عدا السهل الساحلى الذي يتراوح عرضه من 15 كم إلى 25 كم وتصل الارتفاعات إلى حوالي 1500 م فوق سطح البحر في المناطق الوسطى مثل جبل مشبح وجبل أبو حديد وتنحدر المنطقة عموما جهة البحر شرقا ويتخللها وديان رئيسية كثيرة مثل وادى حوضين ووادى الدئيب التي تتجه ناحية البحر الأحمر.وتتوافق الوديان الرئيسية عموما مع الاتجاه التركيبى السائد في المنطقة وكذلك تتحكم التراكيب الجيولوجية في كثير من الوديان الفرعية خصوصا في مناطق صخور القاعدة.
وتنقسم المنطقة جيومورفولوجيا إلى:
-ساحل البحر الأحمر
-السهل الساحلى
-المنطقة الجبلية
 أولا: ساحل البحر الأحمر:
وهو ساحل يتميز بأنه غير منتظم إذ يبدأ من الشمال عند رأس بناس عند تقاطع خط عرض 24 شمالا وخط 45 35 شرقا وينتهى في الجنوب عند رأس حدربه عند تقاطع خط عرض 22 شمالا وخط طول 37 شرقا ويشتمل الساحل على كثير من الخلجان والمراسى مثل
ويحاط الساحل كله تقريبا بمصاطب حجريه خشنة من الشعاب المرجانية التي تشكل شواطئ مرتفعة في العديد من المناطق. ويحاط شاطئ الشعاب المرجانية من الخارج بحزام من السبخات يسير بمحاذاة الساحل كله.
ثانيا: السهل الساحلى:
وهو سهل تركيبى في أغلب المناطق وتكون نتيجة للصدوع التي تتبع الاتجاه التركيبى للبرفق نحو البحر وتغطيه في معظم الأجزاء - المصاطب الوديانيه والمراوح الغرينية عند نهايات الأودية كما تظهر بعض الصخور في صورة تلال متناثرة قليلة الارتفاع كما تخترقه الأودية في اتجاه البحر.وينحدر السهل الساحلى من اسفل سلاسل الجبال العالية بالمنطقة إلى شاطئ البحر بدرجات معتدلة.ويغطى السهل الساحلى بالرمال والغرين والحصباء الهابطة من الجبال. وتعتمد تلك النباتات في نموها على مياه المطار الموسمية التي تهطل ويتم استيعاب أغلبها في التربة التي تغطى السهول.
ثالثا: المناطق الجبلية:
وهي تمثل الكتلة النارية والمتحولة لجنوب الصحراء الشرقية وتتميز بوعورة التضاريس عموما والارتفاعات الكبيرة نسبيا وكثرة الوديان ومن ناحية التضاريس فأن سلاسل الجبال كما هو الحال في بقية الصحراء الشرقية تعتبر هي المكونة عموما لخط تقسيم المياه والتي تنحدر في اتجاه البحر الأحمر من الناحية الشرقية لتلك السلاسل ويمر خط تقسيم المياه هذا فوق سلاسل الجبال العالية الأكثر قربا من ساحل البحر ومن ثم تكون ممرات تصريف المياه من جهة الشرق لهذا الخط أكثر انحدارا وأقصر طولا حيث تصب في اتجاه البحر.
وتشمل ممرات التصريف التي تصب في البحر الأحمر العديد من الوديان الرئيسية منها: وادى معرفاى، وادى الرحبة، وادى حوضين وهو وادى كبير يصب ماءه في البحر. وادى شعيب، وادى ابب، وادى عديب، وادى سرمتاى، وادى ميركوان، وادى شلال وغيرها من الوديان
كما أنه يوجد أودية كثيرة لها أهمية كبيرة وهي موجدة بالمنطقة الغربية وضمن نطاق المحمية والتي تصب مياهها في الوديان السابقة وهي: وادى الفقع، وادى ديف، وادى ماضي، وادى الجمال
وتنقسم منطقة محمية علبة إلى سلاسل جبلية رئيسية منها:
-	سلسلة جبال (علبة – شنديب) حيث ترتفع قمة جبل شنديب حوالي 1912 م فوق سطح البحر وجبل علبة إلى 1436 م.
بعض أهم الجبال وارتفاعاتها:
-	جبل الفرايد 1234 م
-	جبل حرحجيت 542 م
-	جبل الحوضين 716 م
-	جبل زرقة النعام 823 م
-	جبل أبو ضهر 1124 م
-	جبل أم الطيور الفوقاتى 777 م
-	جبل النقروب الفوقانى 1078 م
-
-	جبل أبو حديد 1486 م
-	جبل اراريب 1273 م
-	جبل الصول حامد 599 م
-	جبل قاش عامر 724 م
-	جبل علبة 1474 م
-	جبل شنديب 1911 م
-	جبل سواوريب 1383 م
-	جبل شلال 1409 م
-	جبل حنقوف 1430 م
كما يشغل هذه المنطقة سلسلة من التلال التي تتكون من صخور القاعدة والصخور الرسوبية يتراوح عرضها ما بين 2 – 3 كم يتخللها العديد من الوديان الصغيرة المتجه ناحية البحر من شمال هذه السلسلة ومن جنوبها.
يمكن تقسيم مجموعة الوديان حسب اتجاهها إلى:-
1. مجموعة الوديان الشمالية الغربية التي تجرى باتجاه الشمال الشرقي (يويدر – اكومترى – حصحصيت – اوهدل – ام قيرات)
2. مجموعة الوديان الوسطية التي تجرى باتجاه الشرق (عيديب – يهميب – كنسيسروب – اكاو – داروينا – سرارة سرمتاى – سرارة اوسير)
3. مجموعة الوديان الجنوبية (الشلال – فروكيت -)

## التنوع البيولوجى بالمحمية

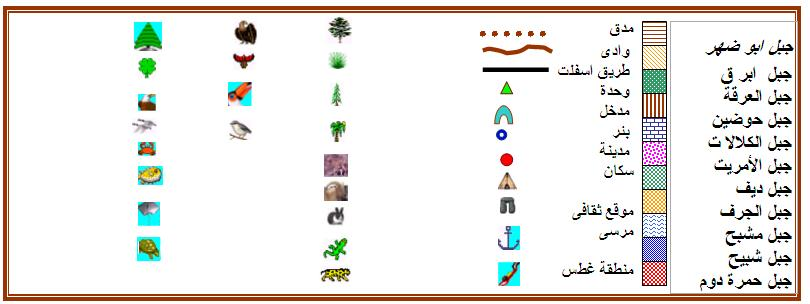
مفتاح الخريطةالموائل

: الشعاب المرجانية – الجزر– المانجروف – السبخات والمستنقعات الملحية الساحلية – الكثبان الرملية – السهول الساحلية والوديان – بيئة مرتفعات جبل علبة
 الحياة البرية

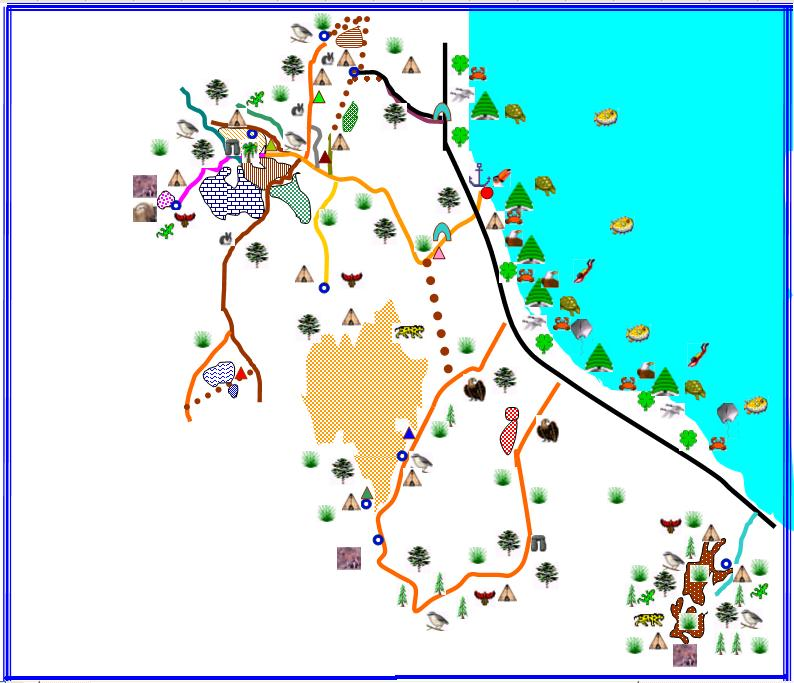
خريطة مبسطة توضح التنوع البيولوجى بالمحمية

للحياة البرية بمحمية علبة الوديان التي تخترقها وفرت العديد من البيئات التي توطنت بها أنواع عديدة من الحيوانات البرية من الغزال والتيتل والكبش الاروى والوبر وقط الرمال النمر الأفريقي بجبال علبة والكثير من الزواحف والطيور من أهمها النسر الافريقى الذي ينتشر بالمحمية وأيضا داخل مدينة الشلاتين حول مناطق تجمع الإبل النافقة مما يخلق منظومة برية متنوعة تضيف إلى محمية علبة أهمية بيئية كبيرة بجانب روعة الموقع. تحوى المحمية حوالي 23 نواع من الثدييات والتي يعتبر عدد كبير منها مهدد بالانقراض مثل الكبش الاروى والتيتل والنمر الافريقى بجبل علبة
- عدد 40 نوع من الزواحف
- 173 نوع من الطيور البحرية والصحراوية
-	وبعضا من البرمائيات
-	يوجد بالمحمية نوعى المانجروف Avicennia marina & Rhizophora mucronata في مساحات كبيرة في عشرة مواقع بالمحمية
-	اللافقاريات البحرية بالجزء البحرى والذي يمثل جزء من بيئة البحر الأحمر وتصل لحوالي 2441
-	الشعاب المرجانية: ما يقرب من 123 نوعا تم تسجيله من الشعاب الرخوة والصلبة في المنطقة الساحلية البحرية للبحر الأحمر من جمصة إلى حلايب وشلاتين (Kotb et al. 2001).
-	السلاحف البحرية: خمسة أنواع بالمنطقة
Hawksbill Eretmochelys imbricata,
green Chelonia mydas,
olive ridely Lepidochelys olivacea,
loggerhead Caretta caretta, and leathery turtle Dermochelys coriacea.

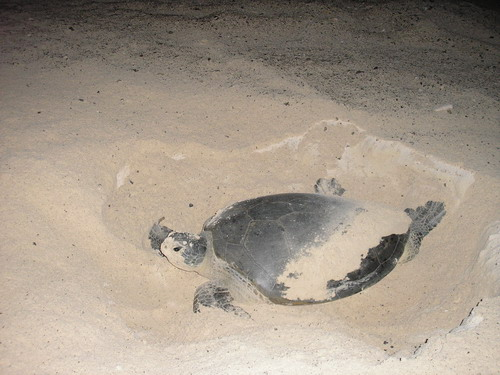
السلاحف البحرية بالمحمية

### التنوع النباتي
تحوى المنطقة بسلاسل جبالها حوالي 350 نوعا نباتيا تمثل 14% من الفلورا المصرية تختص منها ب 121 نوعا خاصا بالمنطقة البيئات ومناطق التنوع البيئية:
على المستوى العالمي:
منطقة ممثلة لبيئة المناطق الاستوائية الأفريقية وبالاخص في مناطق الجنوب (جبل علبة)
بها مناطق بيئية تالية:-
منطقة ممثله لمناطق المرتفعات الإثيوبية (شبه جافة)
الشمالية الشرقية مناطق جافة
كما أن فلورا علبة تعتبر مزيجا من:
1. فلورا المرتفعات الإثيوبية الأفريقية لمدارية (كما في جبل علبة بصفة أساسية)
2. فلورا المنطقة الصحراء العربية (كما في المنطقة الغربية والشمالية)
3. فلورا إيران وفلسطين فلورا آسيا (تشبه فلورا سيناء س والمغرب (بعض نباتات المنطقة الساحلية والشرقية للمحمية)
4. فلورا المناطق الاستوائية (قليلة كما في بعض المنطقة الغربية من المحمية)

## الاهمية الاقتصادية لبعض نباتات جبل علبة ووديان الصحراء الشرقية
لنباتات المحمية أهمية اقتصادية كبيرة ويرجع ذلك إلى التنوع النباتى الهائل التي تحويه جبال ووديان الصحراء الشرقية وكذلك إلى الأنواع النباتية نفسها الموجودة بتلك المناطق والتي تنمو على العناصر المعدنية الموجودة بجبال الصحراء الشرقية نظرا لما تتميز به تلك الجبال من احتوائها على لعديد من المعادن المغذية لتلك النباتات والتي تكون في أغلبها نباتات حولية سنوية تعتمد في دورة حياتها على مياه الأمطار بينما يوجد العديد من النباتات الدائمة القادرة على تحمل فترات جفاف قاسية في مناطق نموها وولنباتات محمية علبة الطبيعية أهمية اقتصادية كبيرة ويرجع ذلك إلى التنوع النباتي الهائل التي تحويه جبال ووديان المحمية والبيئات المختلفة للنباتات بالمنطقة مما أوجد الكثير من الأنواع النباتية ذات الأهمية الاقتصادية ومنها:
نباتات الأخشاب: ومنها السيال – السمر –العشار- القرض
نباتات الوقود (إنتاج الفحم النباتى): ومنها السيال –السمر
نباتات الرعى: ومنها الفيقوع – الشوش – المايط- الارى – شجرة الغزال – الموكر – الهوك – الجتيا
نباتات الغذاء للسكان المحليين: الحجل – شاى الجبل – بلح السكر
نباتات ذات استخدامات أخرى: العشار والمرخ (للحصول على الألياف)- والحنظل والصبار (لاستخراج الزيوت)

## السكان المحليين بمحمية جبل علبة

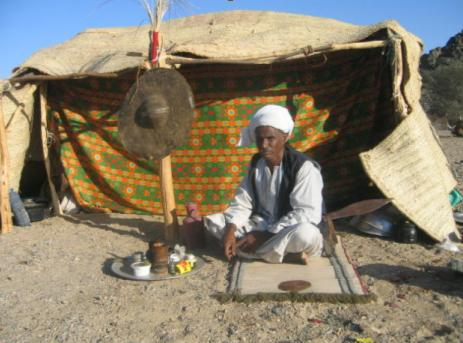
السكان المحليين بمحمية علبة الطبيعية

السكان المحليين بجبل علبة

يقيم في محمية علبة ثلاث قبائل تشكل جزءا لا يتجزاء من البيئة المحلية، قبيلة البشارية المنحدرة من أصول حامية وتتحدث لهجة غير مكتوبة تسمى البيداوية، وقبيلة العبابدة ذات أصول عربية وهي تقطن المناطق الشمالية من المحمية، وقبيلة الرشايدة التي ترجع في أصولها إلى المملكة العربية السعودية وهي تسكن السهل الساحلي.
البجا هم المجتمع المحلى بمحمية علبة  الطبيعية طابعا خاصا لما تتميز به قبائل تلك المنطقة من عادات وتقاليد خاصة بتلك القبائل كونت تراثا قديما نتج من تأثرهم بالبيئة المحيطة بهم وبالموارد الموجودة بها.
ويتخذ سكان محمية علبة بعض الحرف التي تناسب بيئتهم ومواردها الموجودة ومن أهم تلك الحرف الرعى حيث يقوم السكان برعى ابلهم ماشيتهم على الكلا ونباتات الأرض الموجودة خصوصا أثناء فترات المطر.
كما يتخذون من الأشجار الجافة وقودا ويستخدمونها لإنتاج الفحم النباتى مما أوجد حرفة أخرى وهي حرفة التفحيم بجانب حرفة الصيد والتي يقومون بها أحيانا اعتمادا عليها في غذائهم.
كما يمتهن السكان المحليين حرفتى الصناعة والتجارة حيث يمتاز الكثير من السكان المحليين بالمهارة في بعض الصناعات الحرفية الصغيرة من أدوات بيئية تشمل أدوات المعيشة والأدوات القتالية من سيوف وخناجر بجانب المنسوجات البدوية الخاصة بهم. ويقوم البعض منهم بالعمل في تجارة الإبل والأعشاب الطبية وفي ما يقومون به من صناعات يدوية مما أوجد السوق التجاري الدولي بمدينة الشلاتين داخل المحمية والذي اختص بالتجارة عبر الحدود بين مصر والسودان.وقد تمثلت ثقافات المجتمع المحلى بالمحمية في العديد من الفنون ومنها الموسيقى والغناء الذي يختص بقصص تمس البيئة المحيطة بهم ويعتمدون فيها على أداة موسيقية تسمى «الطنبور» كما يعبر السكان عن طبيعة منطقتهم من خلال بعض الرقصات التي يقومون بها ومنها رقصة «الهوسيت»، تلك العادات والتقاليد أفرزت تراثا فريدا لتلك المنطقة يعبر عن بيئة تلك المنطقة ويدعو للحفاظ عليها.

## التهديدات
يمكن تقسيمها إلى:-
تهديدات داخلية (صيد الحيوانات البرية – الصيد البحرى والجمع للكائنات البحرية – الزراعة داخل المحمية – التفحيم – التحطيب وجمع الاخشاب - الجفاف وتغيرات المناخ – تغير وتحول ملكية واستخدمات الاراضى بالمحمية)
تهديدات خارجية (الأنواع الغازية بالمحمية – صيد الحيوانات البرية)
تهديدات نزع (تحجير ومناجم – جمع النباتات والحيوانات البرية – حصد وجمع النباتات الطبية -)
ومن أنشطة باحثي وحراس البيئة المحمية:
- القيام بأعمال المراقبة البرية والبحرية لمتابعة موارد المحمية وتحديدها والسيطرة على مناطقها.
- القيـام بإنشاء المسارات الإرشاديــة واللافتات بمناطق المحمية.
- إقامة وحدات وبوابات للسيطرة داخل المحمية وتنظيم دوريات للسيطرة والتحكم بها للحد من المخالفات داخل مناطق المحمية
- القيام بإعداد برامج التوعية للسكان المحليين داخل المحمية.
- تقديم المعونات والرعاية الصحية للسكان المحليين بالمحميــة.
- مشاركة السكان المحليين في إدارة المحمية واعمال السيطرة.

## روابط خارجية
- جبل علبة: أكبر المحميات الطبيعية ومنازل سكانه من خشب الأشجار ، المصري اليوم في 20 ديسمبر 2014